# 多萝西·霍奇金
多萝西·玛丽·霍奇金，OM，FRS（英語：Dorothy Mary Hodgkin，1910年5月12日—1994年7月29日）本姓克劳福特（Crowfoot），英国女性生物化学家，促进了蛋白质晶体学的发展。她生於開羅，1964年获诺贝尔化学奖。

## 生平
多萝西·霍奇金於1910年5月12日生于埃及开罗。

### 早年生涯
多萝西·霍奇金是四个女儿中最大的一个，她的父母曾在北非和中东的殖民政府工作，后来担任考古学家。
多萝西出身于一个显赫的考古学家家庭。她的父母是在国家教育部工作的约翰·温特·克劳福特（John Winter Crowfoot，1873-1959 年）和他的妻子格蕾丝·玛丽（née Hood）（1877-1957 年）。冬季，一家人住在开罗，每年都会返回英国，以避免埃及最炎热的季节。
1914年，霍奇金的母亲将她（4岁）和她的两个妹妹琼（2岁）和伊丽莎白（7个月大）留给了沃辛附近的祖父母，回到埃及的丈夫身边。他们童年的大部分时间都是在祖父母身边度过的，但他们却从远处给予支持。她的母亲鼓励多萝西追求对10岁时首次见到的晶体的兴趣。
1923年，多萝西和她的妹妹使用便携式矿物分析套件研究他们在附近溪流中发现的卵石。随后，他们的父母南迁至苏丹，直到1926年，她的父亲一直在那里负责教育和考古工作。她母亲的四个兄弟在第一次世界大战中阵亡，因此她成为新国际联盟的热心支持者。
1928-1932年在牛津大学萨默维尔学院就读，并开始展开X射线晶体学方面的研究。
1960年，她获英国皇家学会授予沃夫冈研究教授职位。
她推动使用了先进的X射线晶体学技术用于确定生物大分子的三维结构。
其中她最有影响力的发现是证实了恩斯特·伯利斯·柴恩和爱德华·亚伯拉罕先前推测的青黴素结构。还有破译维生素B12的结构。为此她被授予1964年的诺贝尔化学奖。
1969年，在经过了35年的工作，获得诺贝尔奖5年后，霍奇金终于破译了胰岛素的结构。
X射线晶体学成为一种广泛使用的工具，在以后对确定许多生物分子的结构起了至关重要的作用。
霍奇金被视为生物分子的X射线晶体学研究领域的先驱科学家之一。

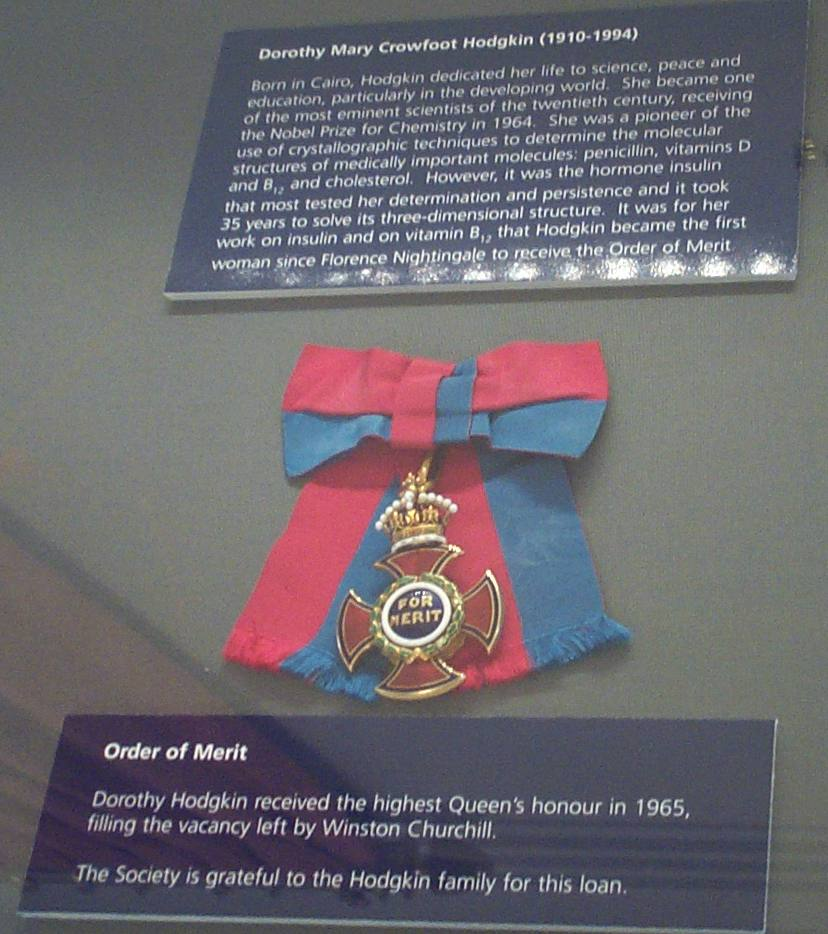
多萝西·霍奇金所獲得勳章

## 紀念
2014年5月12日，Google更改首頁的標誌，以紀念霍奇金104歲冥誕。標誌中的兩個「o」改為霍奇金所繪盤尼西林的分子模型。

## 延伸阅读
- Papers of Dorothy Hodgkin at the Bodleian Library. Catalogues at  （页面存档备份，存于） and  （页面存档备份，存于）.
- Ferry, Georgina (1998). Dorothy Hodgkin A Life. London: Granta Books.
- Dodson, Guy; Glusker, Jenny P.; Sayre, David (eds.) (1981). Structural Studies on Molecules of Biological Interest: A Volume in Honour of Professor Dorothy Hodgkin. Oxford: Clarendon Press.
- Glusker, Jenny P. in Out of the Shadows（页面存档备份，存于） – Contributions of 20th Century Women to Physics.
- Wolfers, Michael (2007). Thomas Hodgkin – Wandering Scholar: A Biography. Monmouth: Merlin Press.
- Royal Society of Edinburgh obituary
- Opfell, Olga S. . Metuchen, N.J & London: Scarecrow Press. 1978: 209–223. ISBN 0810811618.